# コンスタンティン・エンゲル
コンスタンティン・エンゲル（Konstantin Engel、Константин Энгель、1988年7月27日 - ）は、カザフスタンとドイツのサッカー選手。カザフスタン代表。ポジションはRB。

## 経歴
2008年8月15日の2. ブンデスリーガのFCザンクトパウリ戦でVfLオスナブリュックのトップチーム初出場を果たした。その後、スターティングメンバーにも名を連ねるようになり、2009年5月1日にSVヴェーエンから初得点を奪った。
その後、エネルギー・コットブスを経て、FCインゴルシュタット04に移籍した。